# Доннер, Георг Рафаэль
Георг Рафаэль Доннер (нем. Georg Raphael Donner, 24 мая 1693, Вена — 15 февраля 1741, Вена) — австрийский скульптор и медальер эпохи барокко. Второе имя «Рафаэль» Георг Доннер принял из-за восхищения классическим искусством в лице итальянского художника Высокого Возрождения Рафаэля Санти.

## Биография

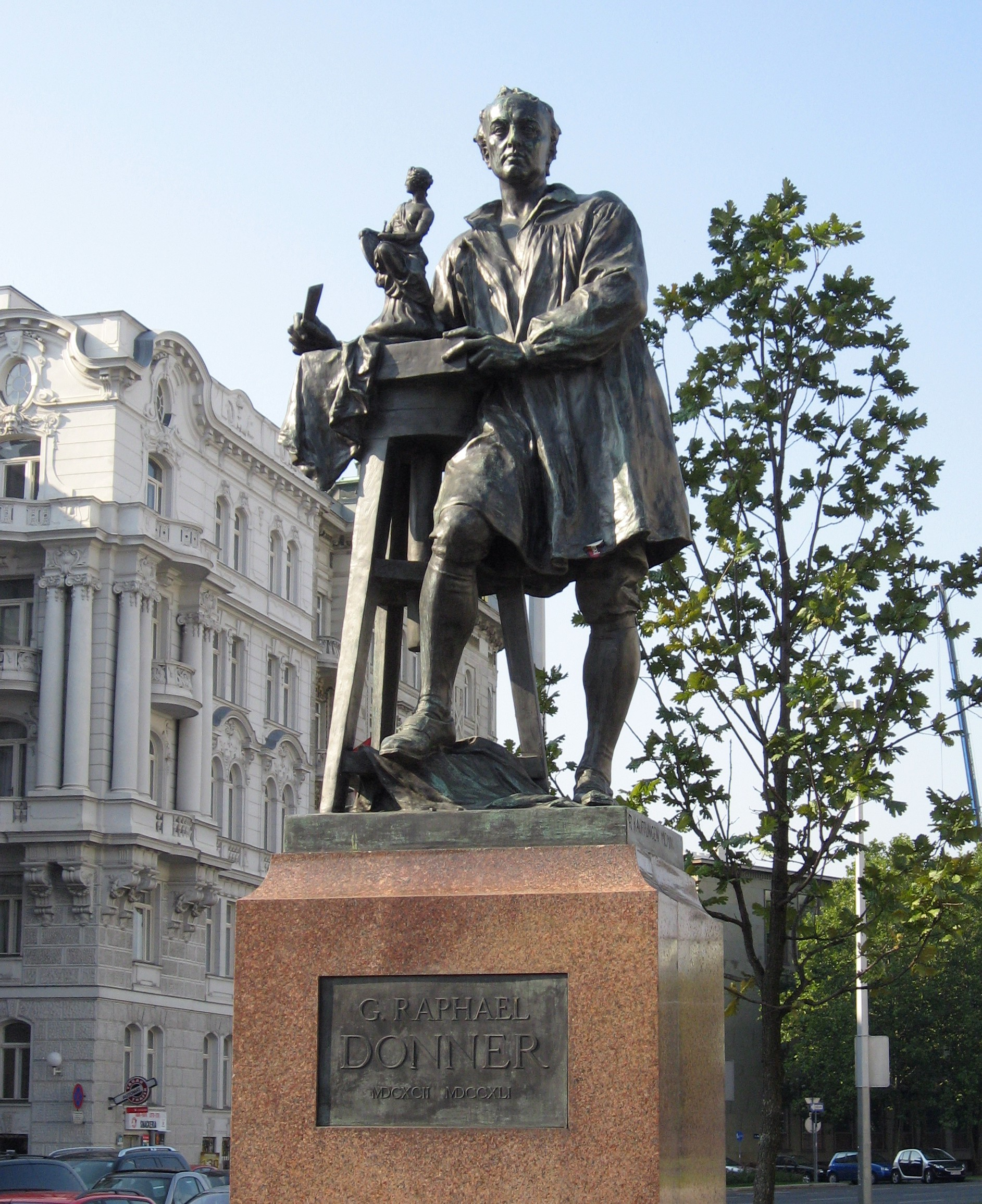
Памятник Г. Р. Доннеру. 1904—1906. Скульптор Р. Кауффунген. Лотрингерштрассе, Вена

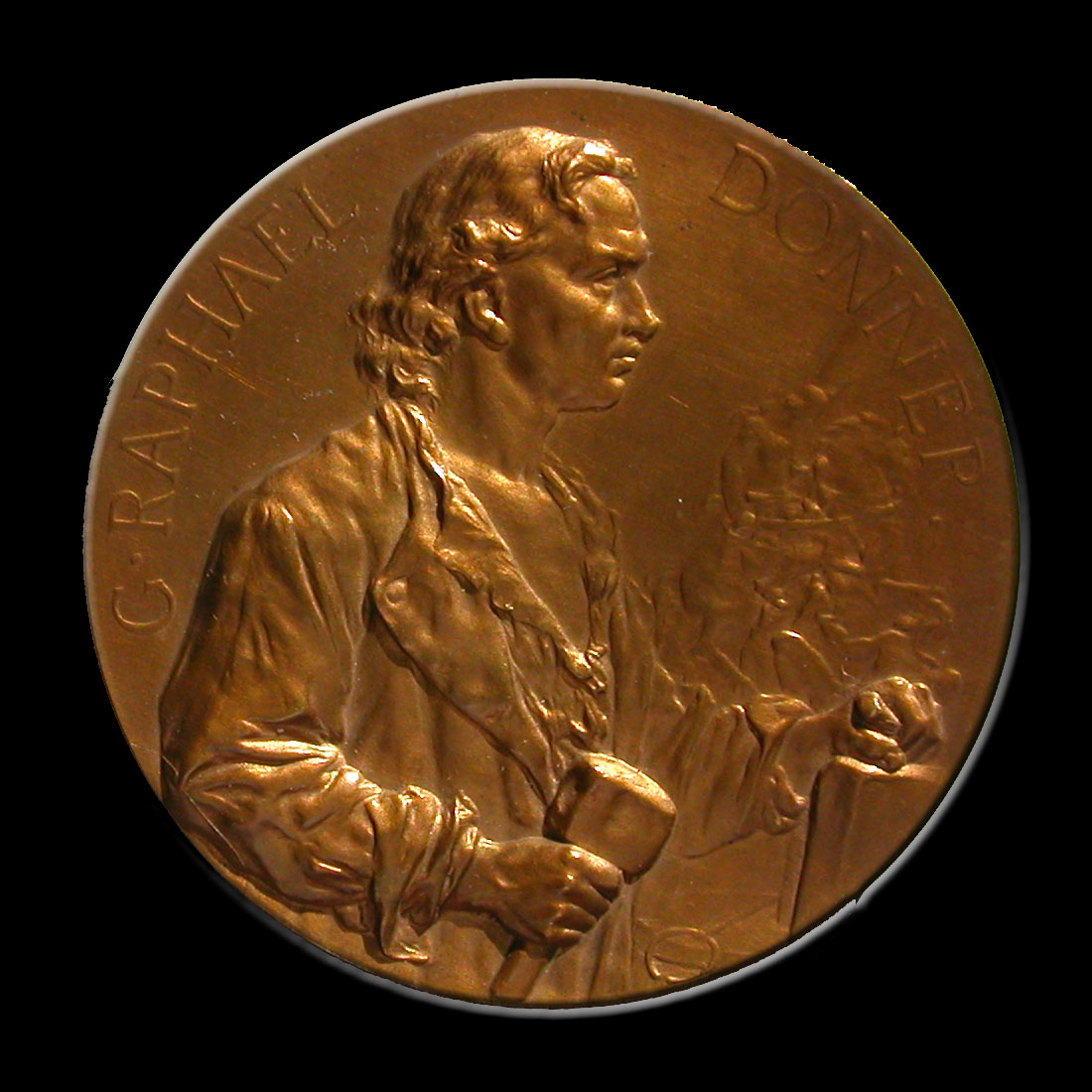
Ш. Шварц. Медаль памяти Г. Р. Доннера. 1893

Георг Рафаэль Доннер происходил из семьи ремесленников в городке Эсслинг (ныне в черте города Вена), его отец был простым плотником. Начиная в качестве ученика ювелира, Георг в 1707 году перешёл в мастерскую скульптора Джованни Джулиани. Работа с Джулиани дала возможность знакомства с художественным собранием князя Лихтенштейна. Всё это повлияло на художественное образование будущего скульптора. Позднее его успехи удивляли ценителей классического искусства, узнававших, что Доннер не учился в Италии. В 1710 году в Мюнхене Доннеp изучал литейное дело, необходимое для отливки скульптур из свинца и бронзы.
К ранним произведениям мастера относят скульптурную группу «Меркурий и Амур» (1725—1726; свинец, музей монастыря Клостернойбург), в которой угадывается влияние творчества фламандца Франсуа Дюкенуа (образцом для этой работы мог послужить «Меркурий» Франсуа Дюкенуа, хранящийся в коллекции Лихтенштейна) или произведений Адриана де Вриса, которые молодой скульптор мог видеть в Дрездене во время визита к скульптору Бальтазару Пермозеру. В 1727 году Доннер работал во дворце Мирабель в Зальцбурге, где выполнял скульптурные элементы парадной лестницы дворца, по-барочному украшенной фигурками путти.
Его конная статуя Святого Мартина (ок. 1735 г.) установлена у главного алтаря собора Святого Мартина в Прессбурге (ныне Братислава). Оригинальность трактовки монумента заключается в том, что скульптор изобразил святого в военной форме современного венгерского всадника, что соответствует местонахождению собора и памятника (согласно преданию римский воин Мартин Турский был родом из Нижней Венгрии).
Скульптурная группа «Aпофеоз императора Карла VI» (Apotheose Kaiser Karls VI) была создана около 1734 года и ныне выставлена во дворце Верхний Бельведер в Вене. Германский император изображён в образе древнеримского полководца, его венчает фигура Фамы (Славы). В её руке свернувшийся в кольцо змей — символ вечности.

### Фонтан «Провидение», «Фонтан рек», или «Доннербруннен»
Самая знаменитая работа Доннера: Фонтан «Провидение», или «Мудрость» (Providentiabrunnen), более известный под названием «Доннербруннен» (Фонтан Доннера). Он был создан по заказу городской администрации (редкое событие для императорской Вены) после 1737 года и расположен на Мельмаркте («Мучном рынке», сегодня «Нойер Маркт») — площади Нового рынка в центре Вены. Фигуры были отлиты из свинцово-оловянного сплава Иоганном Николаусом Моллем в 1739 году. На площади находятся копии 1801 года; оригиналы — в экспозиции австрийского барокко во дворце Бельведер (Österreichische Galerie Belvedere).
В центре композиции фонтана с гранитным бассейном на ступенчатом основании в форме квадрифолия (четырёхлистника) на высоком, типично барочном пьедестале восседает аллегорическая фигура Божественного провидения (предусмотрительной, то есть мудрой власти), окружённая четырьмя фигурками путти с рыбами, из которых бьют струи воды (щука, карп, сом и лосось, они символизируют Дунай). Фигура Провидения окружена четырьмя скульптурами, представляющими реки в эрцгерцогстве Австрии, главные притоки Дуная. Такая схема типична для искусства маньеризма и раннего барокко, самым известным примером подобной композиции является «Фонтан Четырёх рек» Джан Лоренцо Бернини в Риме.
Фигуры рек также олицетворяют четыре возраста и четыре темперамента: две мужские фигуры представляют реки Верхней Австрии, две женские — реки Нижней Австрии. Так молодой «Траун» пронзает трезубцем рыбу на дне бассейна. «Энс» — старик, опирающийся на скалу с веслом, что символизирует старинный транспортный маршрут в Альпах. «Иббс» — фигура полулежащей девушки с сосудом для воды. «Марч» — женский персонаж с раковиной.

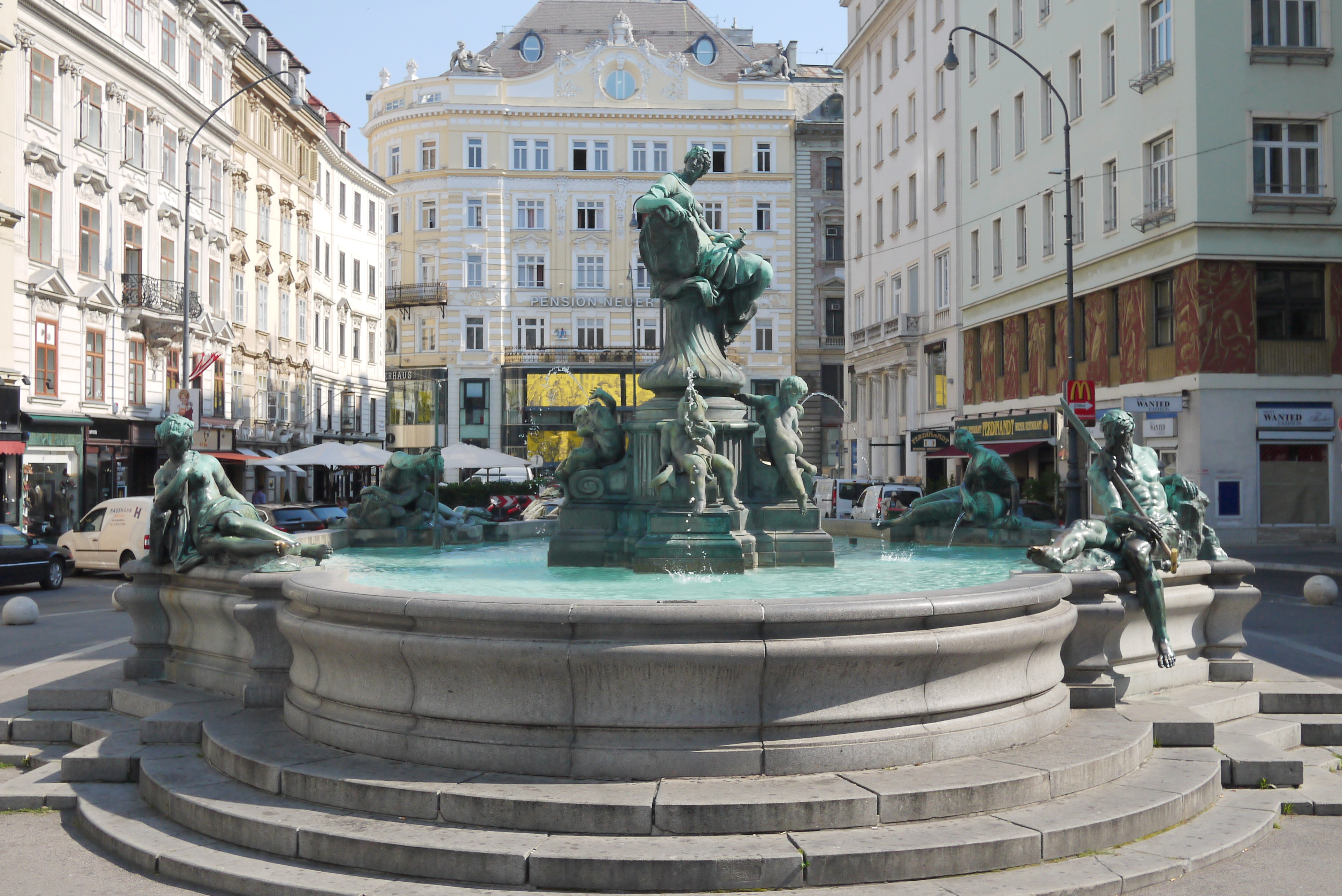
Доннербруннен в Вене
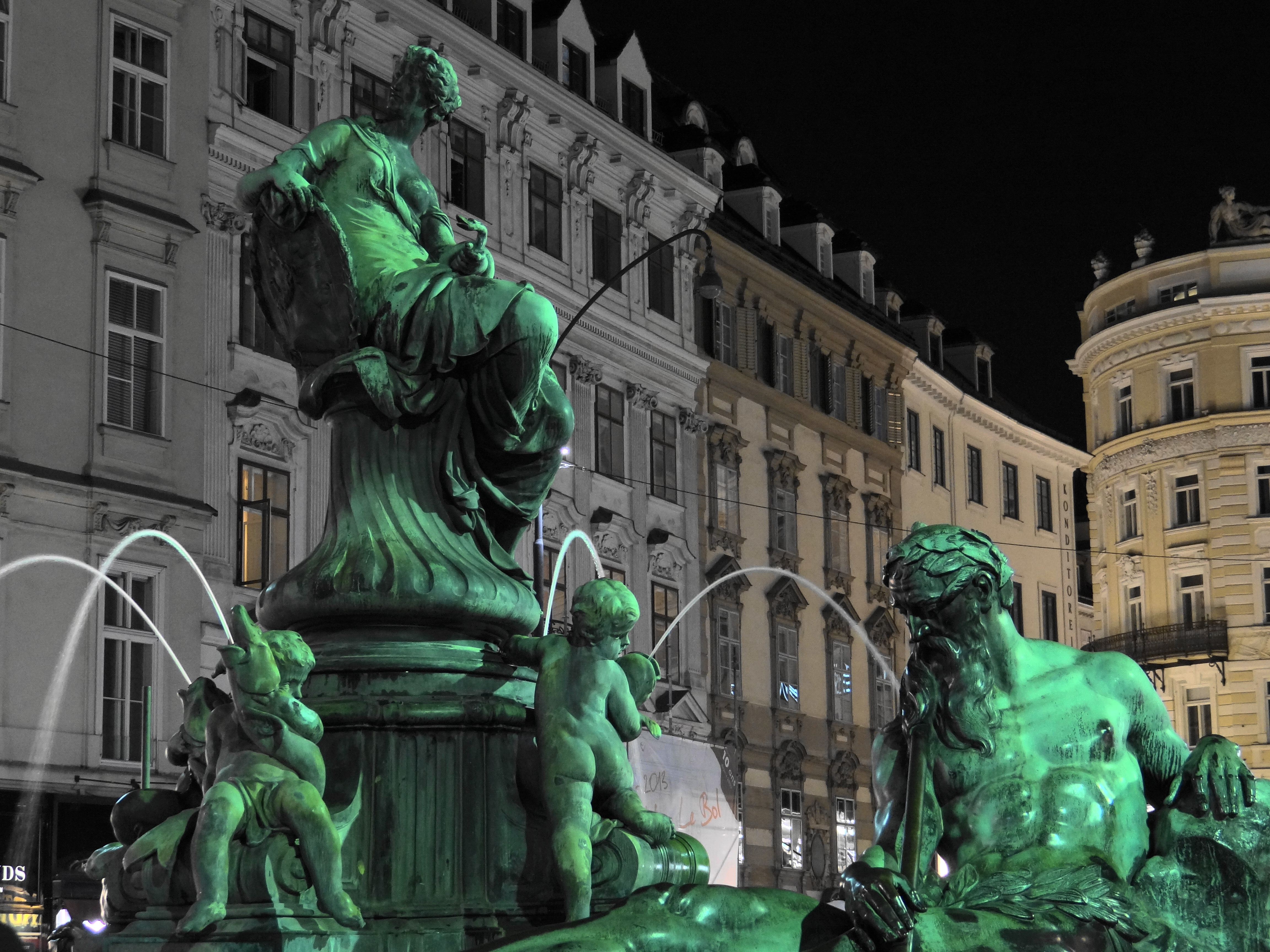
Фонтан ночью
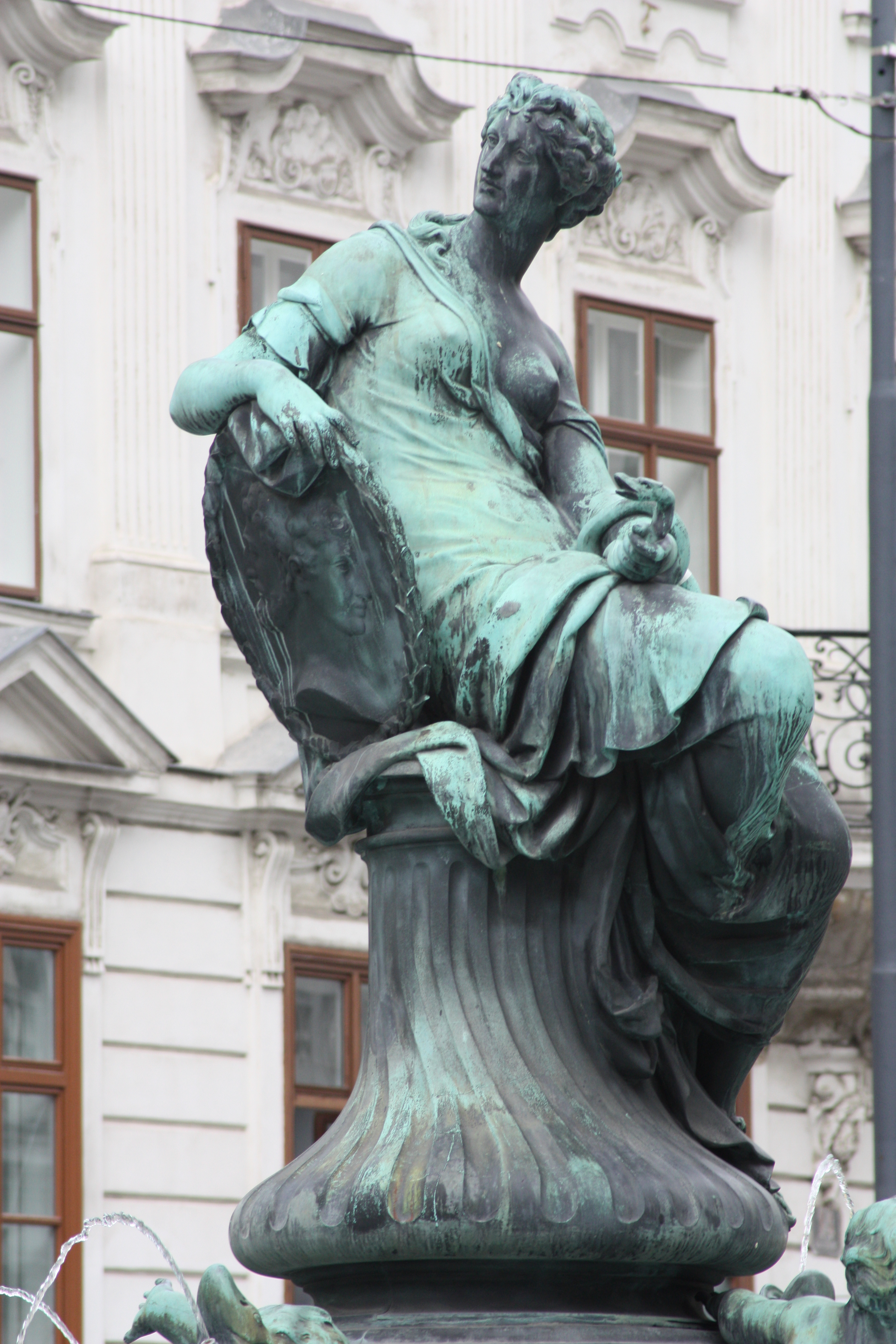
Провидение
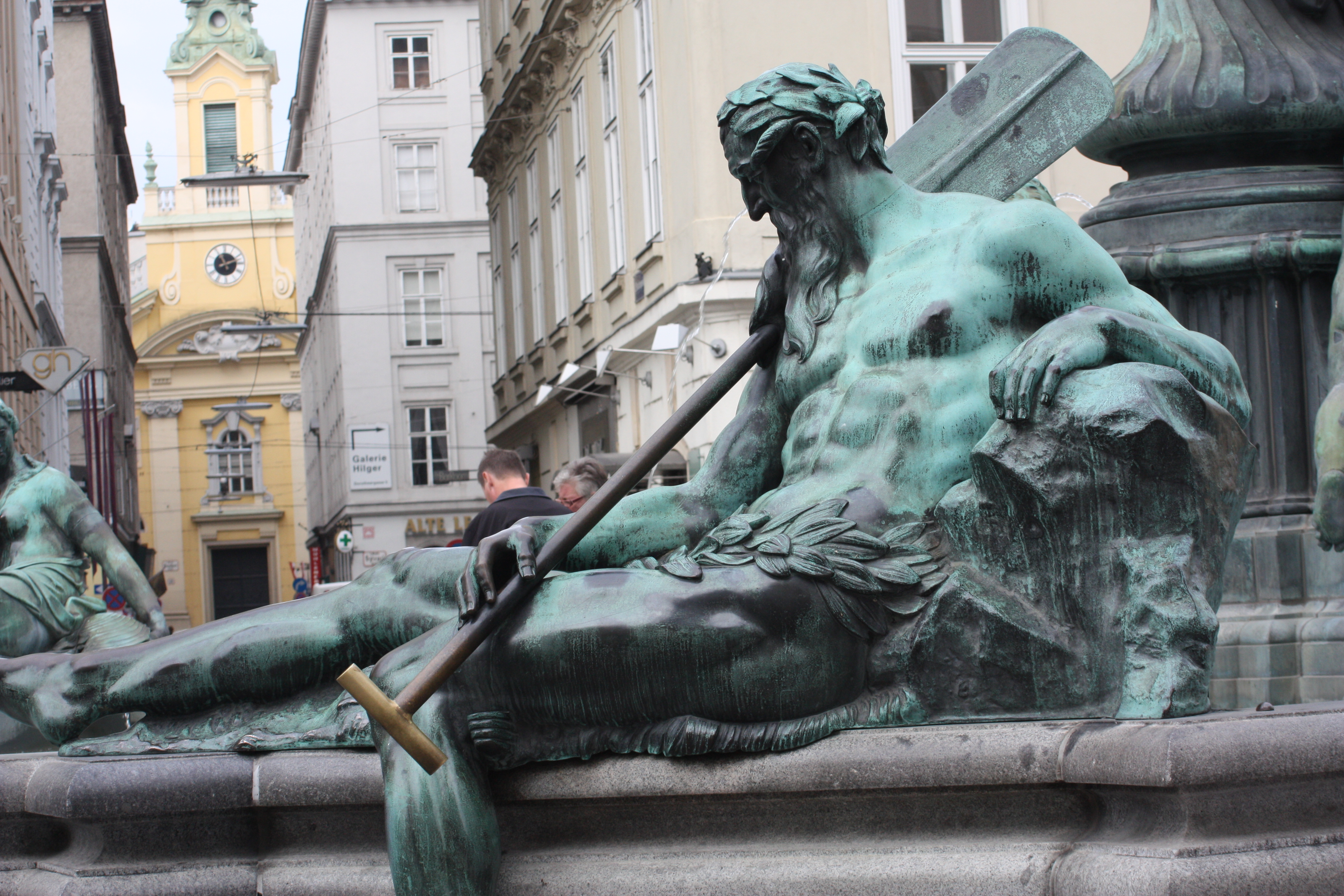
Эннс
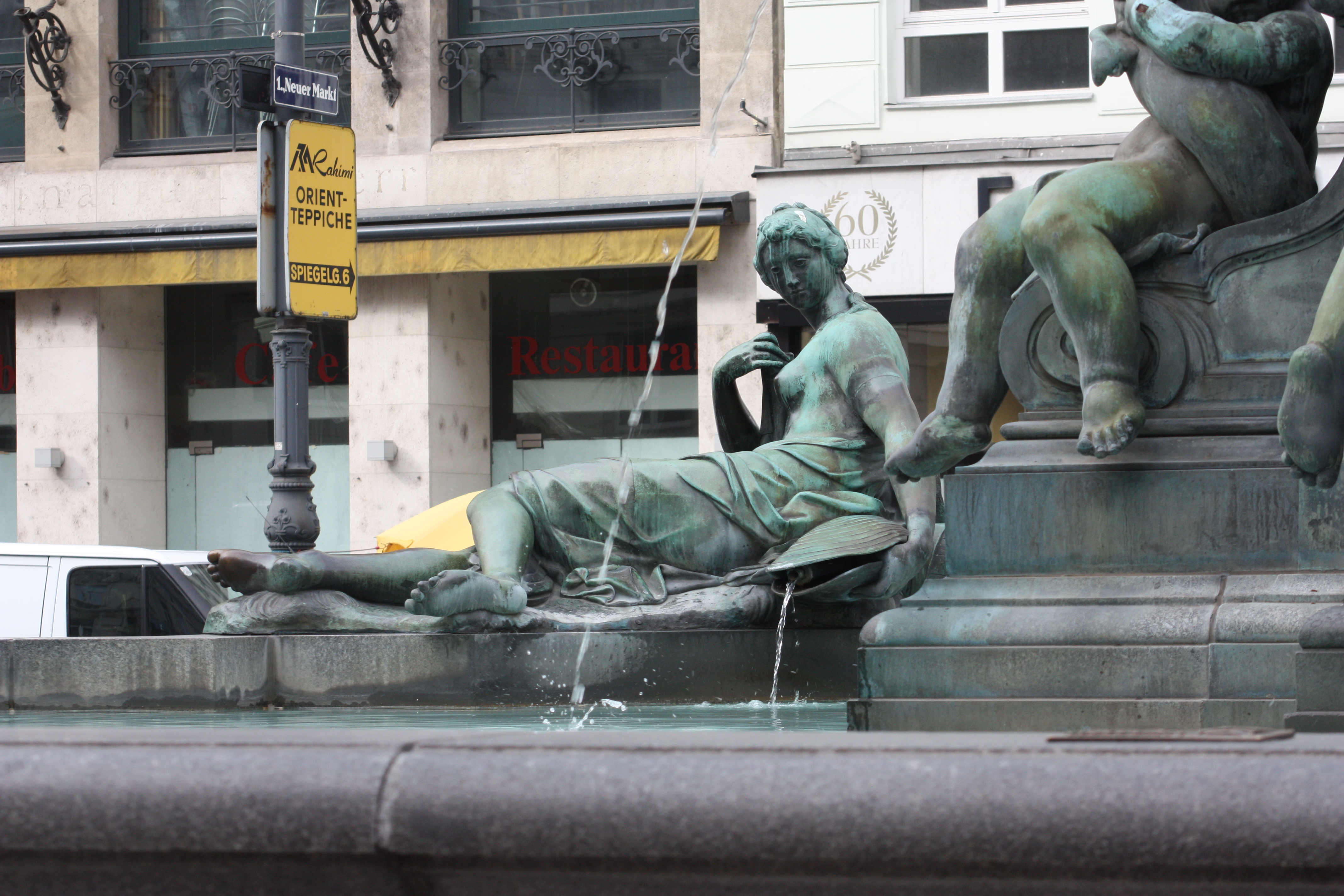
Марч
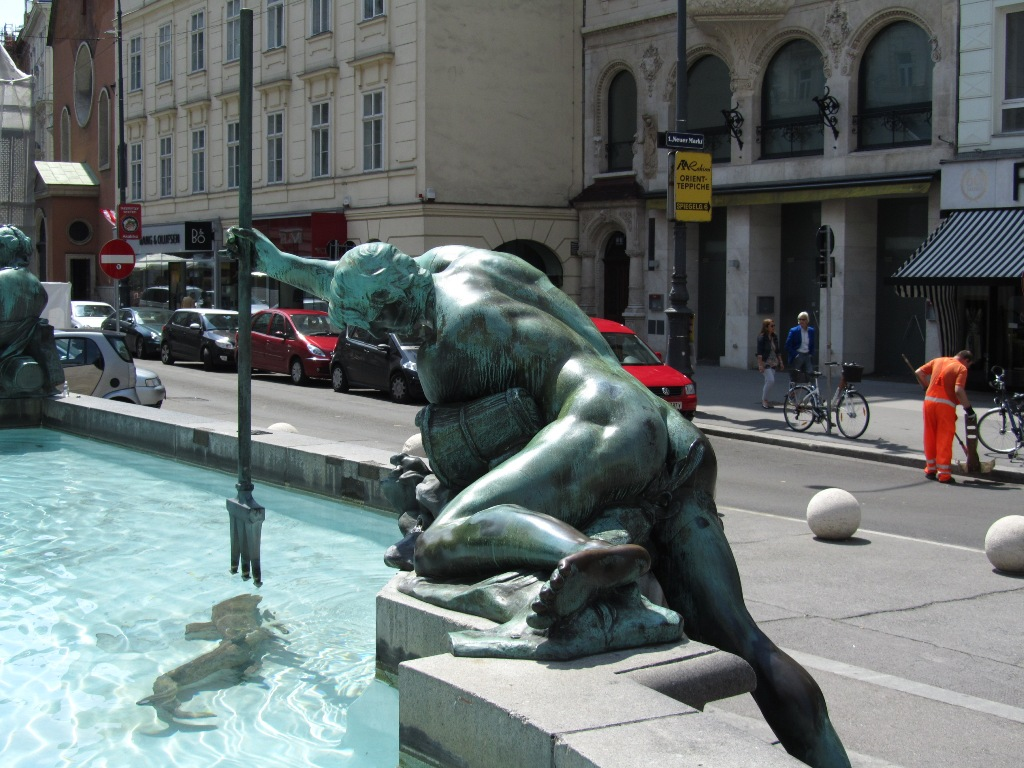
Траун
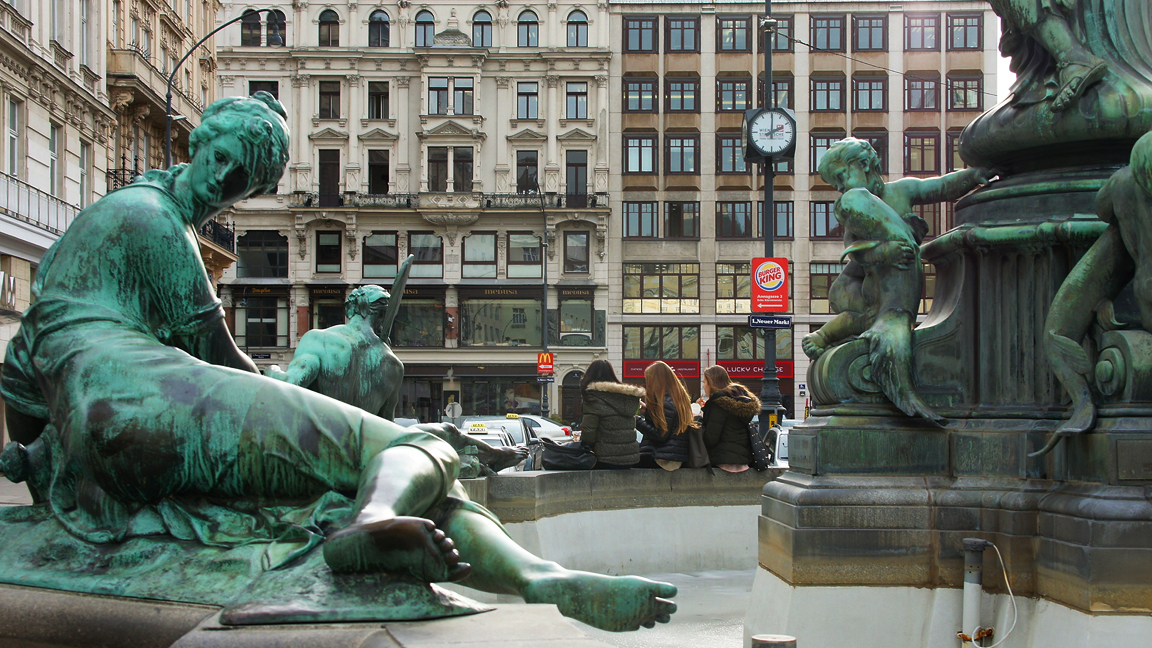
Иббс

Помимо монументальной скульптуры Доннер выполнял множество других работ, в том числе в области мелкой пластики и медальерного искусства. Так по заказу архиепископа Зальцбурга Франца Антона фон Гарраха скульптор создал серию штемпелей для чеканки австрийских монет и медалей.
Георг Рафаэль Доннер был похоронен на кладбище Св. Николая на Ландштрассе (нынешний Рохусмаркт). После закрытия кладбища в 1784 году останки захороненных (в том числе и Доннера) были эксгумированы и перенесены на кладбище Святого Марка (Sankt Marxer Friedhof) Nikolaifriedhof im Wien Geschichte Wiki der Stadt Wienhttps://www.geschichtewiki.wien.gv.at/Nikolaifriedhof

## Влияния и оценки творчества Доннера
Придворный скульптор австрийского императора и главный управляющий строительными работами у князя Эстергази считается реформатором австрийской скульптуры, освободившим её от подчинения напыщенному стилю римского барокко Бернини. Его произведения, хотя и не чуждые некоторой манерности, свидетельствуют, однако, что он внимательно изучал натуру, владел рисунком, искал красоты пропорций и обладал необходимыми техническими знаниями. В творчестве Георга Рафаэля Доннера, всецело принадлежащего эпохе австрийского барокко, «развивались неоклассицистические тенденции, что и придавало своеобразие его индивидуальному стилю».
Жермен Базен довольно категорично отмечал, что в творчестве Доннера эпохи барокко «поражает антибарочный характер его произведений, сближающий скульптора» с французским мастером Эдмом Бушардоном, преклонявшимся перед античностью. По определению Б. А. Зернова, в трактовке фигур «Фонтана рек» гармонично сочетаются «живописность, пространственная непринуждённость скульптуры барокко и строгая определённость форм, свойственная классицизму».
Г. Р. Доннер хорошо чувствовал специфику металла и эстетику мерцающей поверхности шлифованных скульптур. Помимо Вены скульптуры Доннера имеются в ряде городов Западной Европы: Будапеште, Братиславе, Зальцбурге. Скульптор выполнил и несколько произведений для России. Они находятся в Летнем саду в Санкт-Петербурге и в Петергофе.
Взгляды Доннера на искусство известны благодаря педагогической деятельности его ученика А. Ф. Эзера, учеником которого, в свою очередь, с 1754 года был молодой Иоганн Иоахим Винкельман, основоположник эстетической теории неоклассицизма. Учеником Доннера был необычный, экстравагантный скульптор Бальтазар Фердинанд Моль, другим учеником был Иоганн Йозеф Нидермайер, который с 1747 года работал скульптором-модельером на Фарфоровой мануфактуре Аугартен в Вене и успешно перерабатывал в своём «рокайльном стиле» образцы «итальянской барочной скульптуры».

## Память
В 1862 году именем скульптора была названа улица Доннергассе в центре Вены (1-й район). Кроме того, в его честь названа Рафаэль-Доннер-Аллее на месте его рождения, нынешнем районе Эсслинг в Вене. Созданный Рихардом Кауффунгеном и открытый в 1906 году памятник в Вене изображает Доннера с моделью фигуры Провидения для фонтана на Нойер Маркт. Бронзовый бюст скульптора находится перед собором Святого Мартина в Братиславе.
В 1991 году в связи с 250-летием смерти Георга Доннера Австрия выпустила почтовую марку. В 2002 году Австрийский монетный двор выпустил золотую монету достоинством 100 евро в честь Георга Доннера.
Австрийский писатель Франц Карл Гинзкей написал новеллу «Благословенный фонтан» (Der selige Brunnen) о жизни художника и истории, приведшей к созданию Фонтана Провидения (1940). «Всё ещё величие» (Die stille Größe, 1954) — биографический роман Элизабет Соффе, также посвящённый знаменитому скульптору.

## Галерея

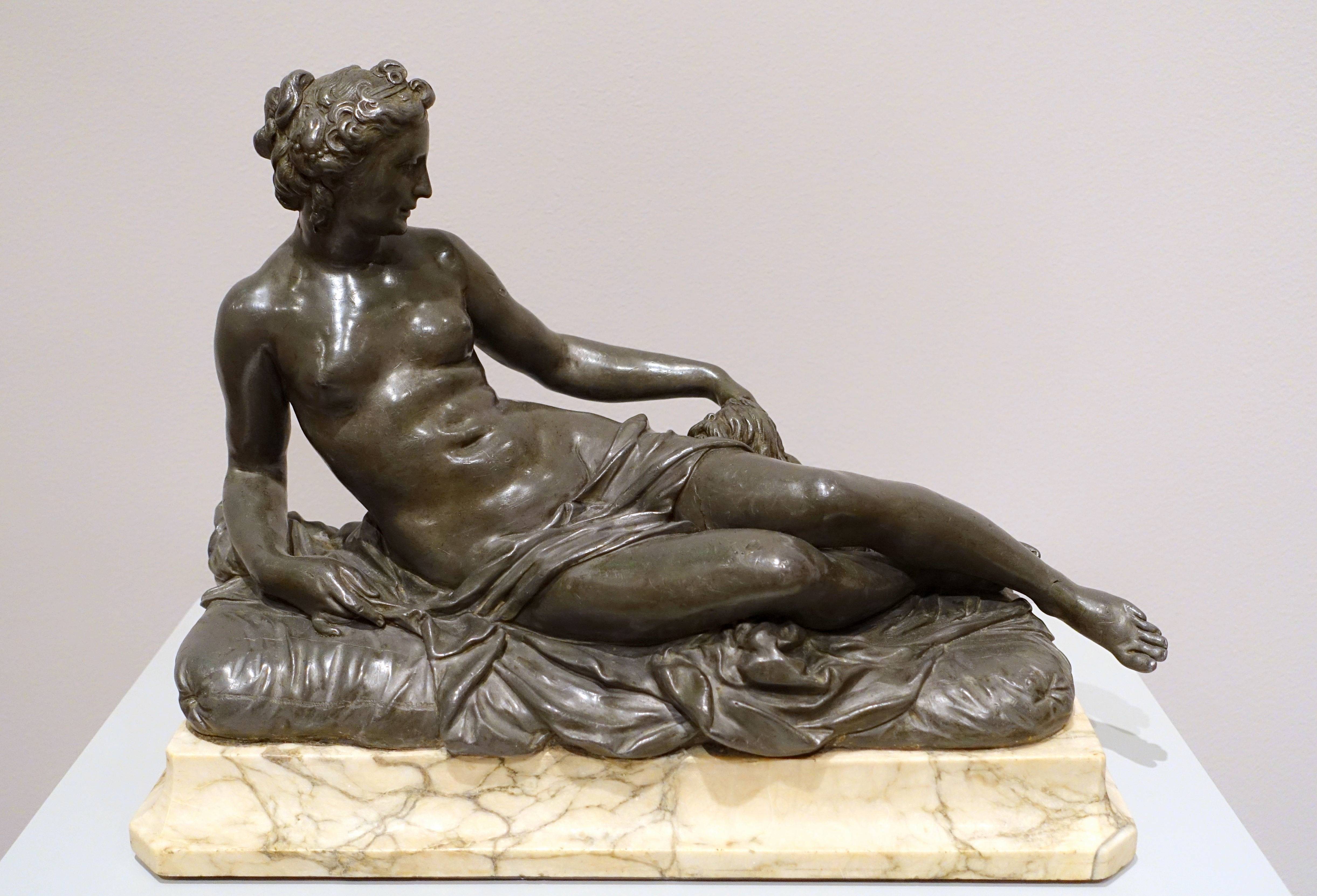
Лежащая нимфа. После 1739. Бронза. Музей Университета Гарварда
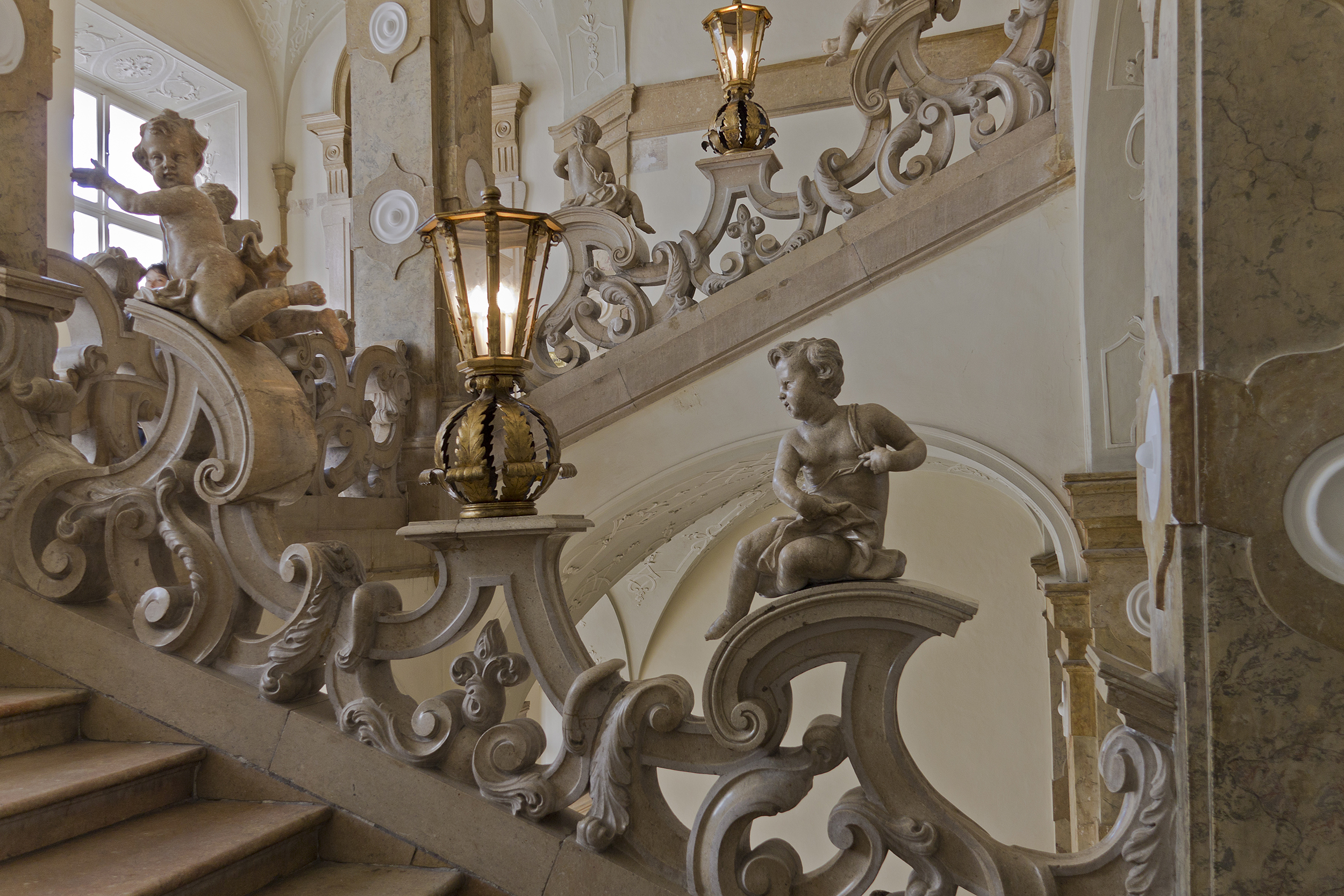
Дворец Мирабель. Главная лестница. 1727. Зальцбург
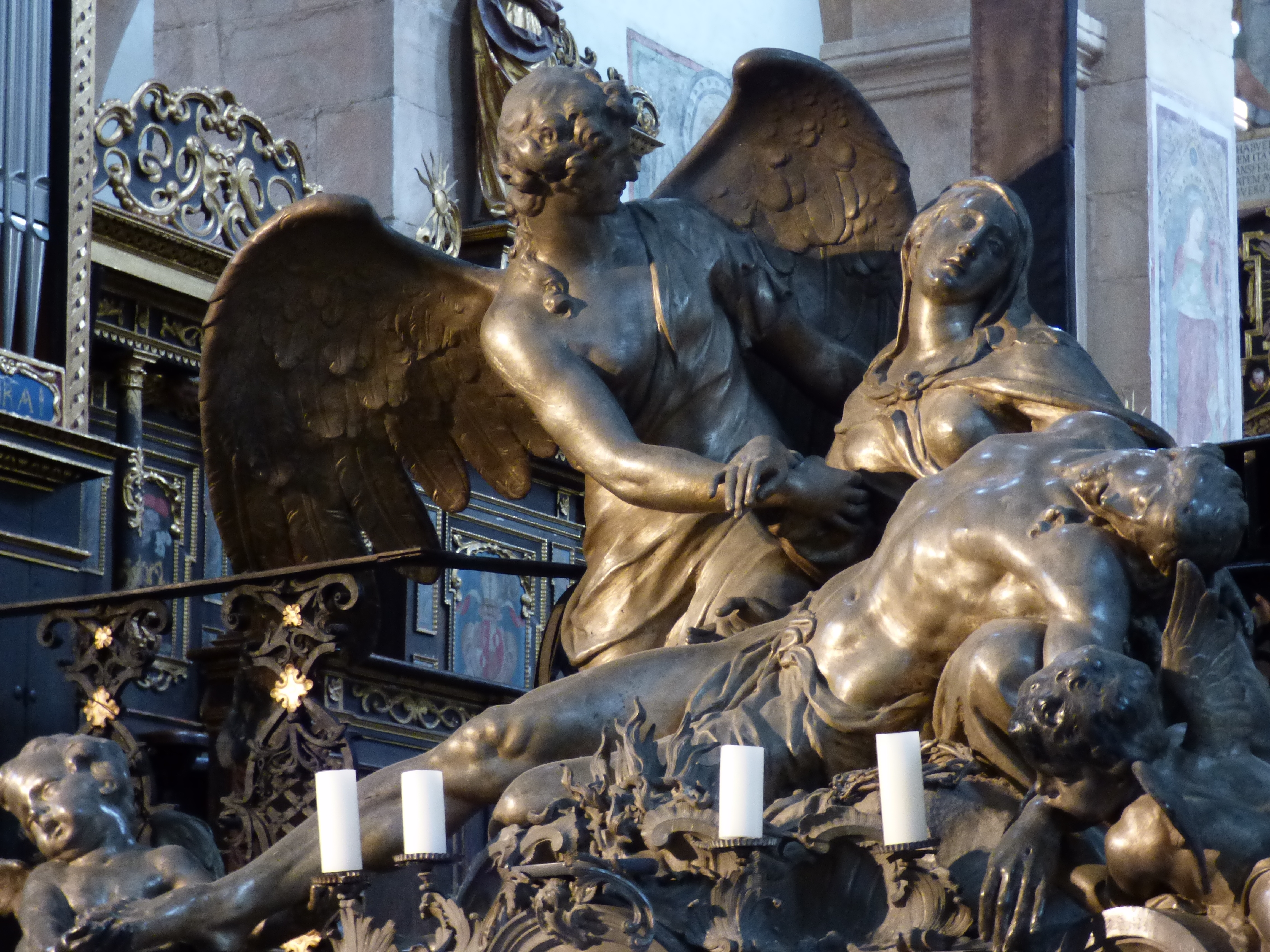
Пьета. Деталь алтаря собора в Гурке, Каринтия (Южная Австрия). 1740. Бронза
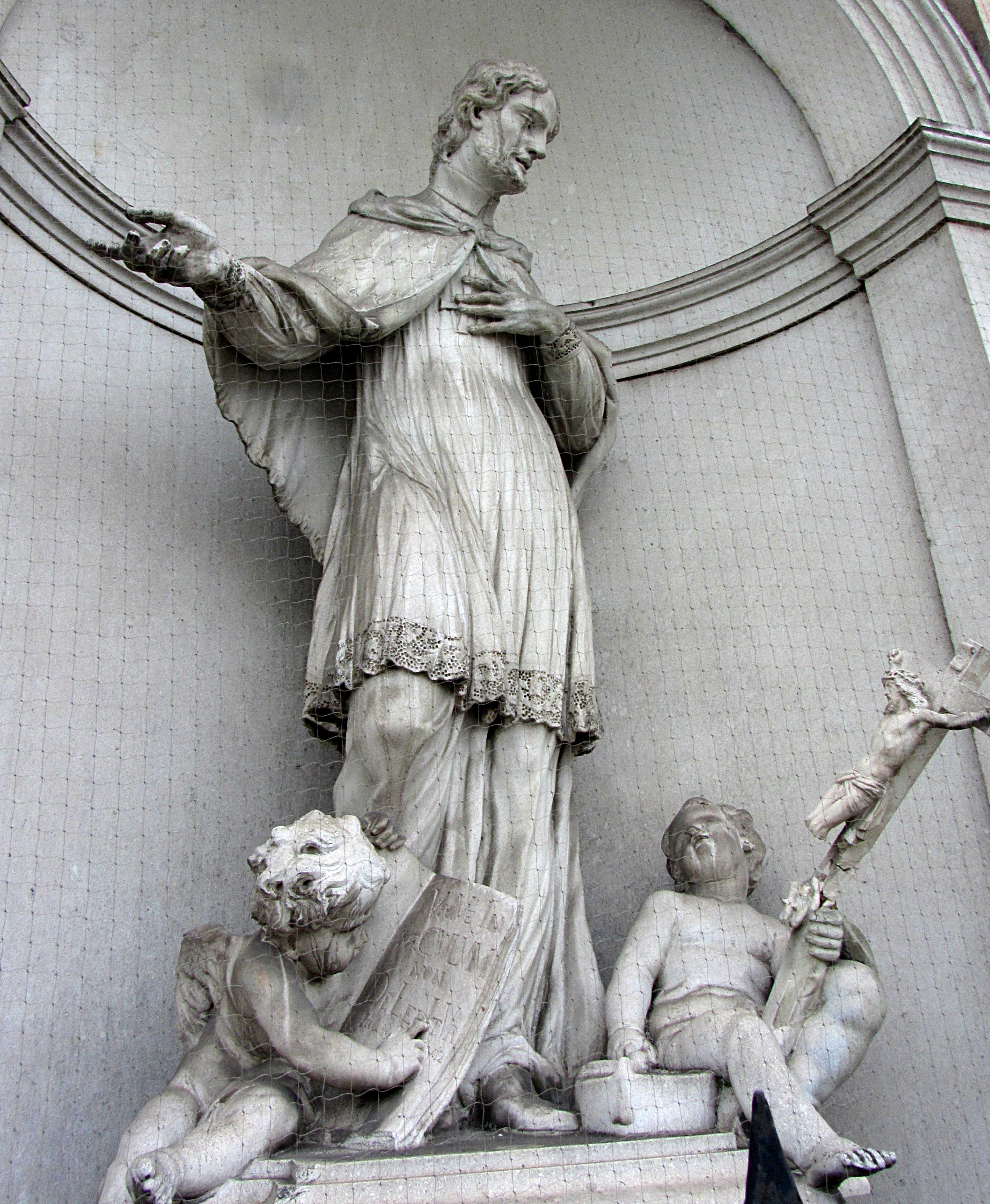
Статуя Святого Иоанна Непомука. Церковь Вознесения Девы Марии, Линц
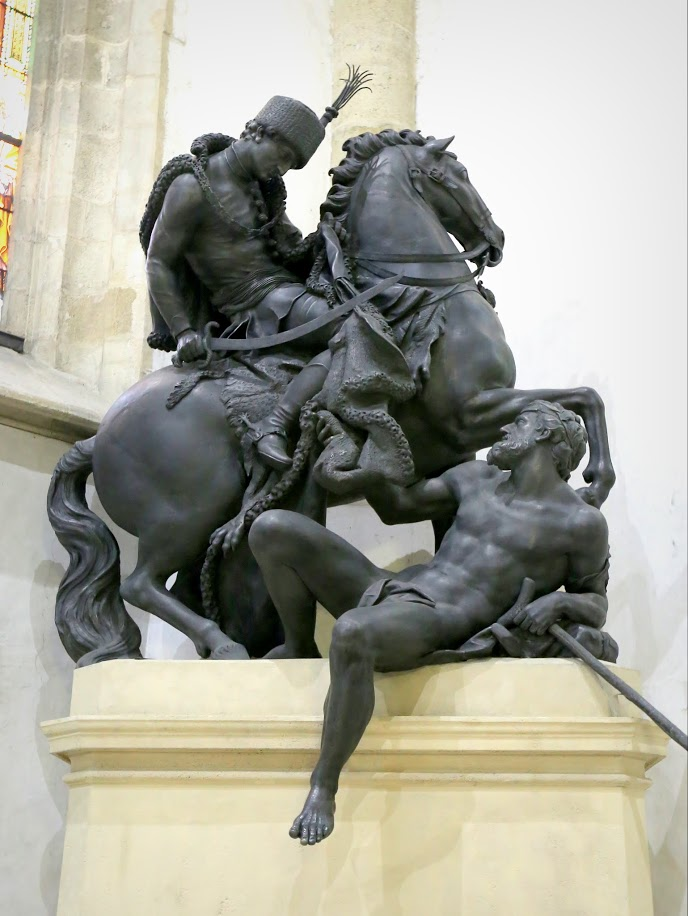
Святой Мартин и нищий. Ок. 1735. Бронза. Собор Святого Мартина, Братислава
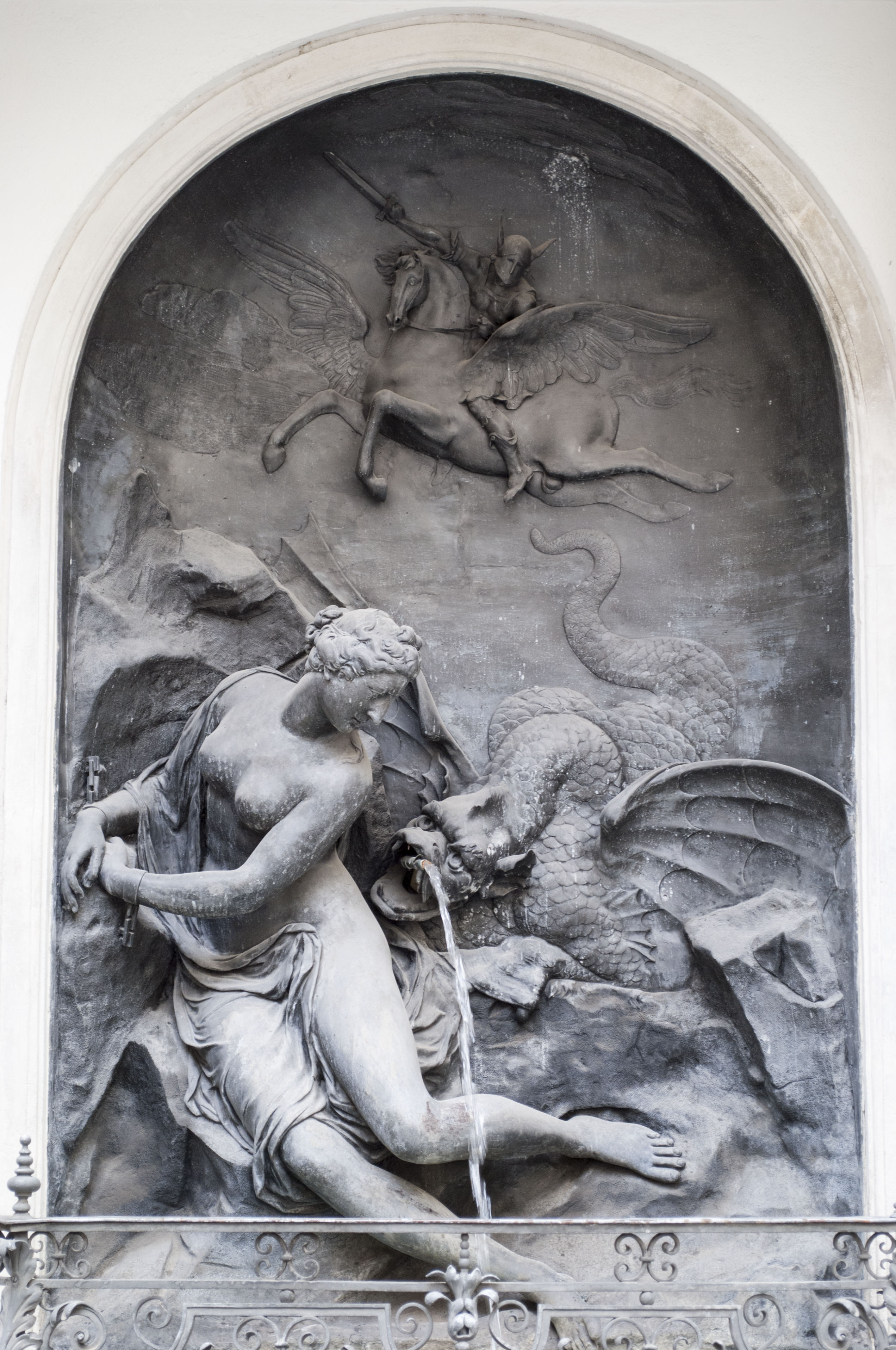
Фонтан Андромеды. 1741. Камень, свинец. Старая Ратуша, Вена